# Kurripako
El kurripako (kurri=no, páaku=parla; "Parlen amb no") (també anomenat wakwe, wa- 'nostra', kue 'llengua' i baniwa de Içana) és una llengua de la família arawak, parlada quotidianament pel 42% dels kurripakos i compresa pel 86,4% de les persones d'aquesta ètnia indígena. El nombre de parlants oscil·la entre 3.000 i 4.000 persones.

## Origen
Aquest idioma va tenir el seu origen fa uns 3 mil anys, quan es va produir la segona migració de parlants proto-maipure cap a l'alt riu Negro, fins a les conques dels rius Isana, Guainía i Atabapo i l'alt Orinoco.

## Distribució
Els parlants de kurripako habiten actualment en les conques dels rius Isana i Guainía, així com del baix Inírida, l'Atabapo i l'alt Orinoco al departament colombià de Guainía; entre el riu Guaviare i l'Orinoco, en el Vichada, Colòmbia; en l'estat veneçolà d'Amazones i a l'Ayarí i São Gabriel da Cachoeira, estat de l'Amazones (Brasil).

## Dialectes
Es coneixen 6 dialecte d'aquest idioma:
- aja kurri: riu Guainía
- oju karro: rius Isana, Cuyarí, Querarí i Ayarí; Brasil
- éje khenim: Tonina; Veneçuela
- ojo ñame
- uju: Riu Inírida
- ñiame: Alt Isana

## Fonologia

### Vocals
Registra 4 vocals breus i les corresponents 4 llargues.
|          | Anteriors | Centrals | Posteriors |
| -------- | --------- | -------- | ---------- |
| Tancades | i i:      |          |            |
| Mitjanes | e e:      |          | o o:       |
| Obertes  |           | a a:     |            |

La posterior o, que alguns lingüistes prefereixen representar com o, es realitza com semitancada [o] a l'interior de la paraula i com la gairebé tancada semiposterior ʊ al final de la paraula.
La a es realitza com la gairebé oberta central ɐ quan antecedeix a una consonant nasal o a vegades quan antecedeix la fricativa glotal; en canvi es realitza com mitjana central ə al final de la paraula.

### Consonants
Presenta 16 fonemes consonàntics:
|            |            | labial | dental | alveolar | palatales | retroflexa | velar | glotal |
| ---------- | ---------- | ------ | ------ | -------- | --------- | ---------- | ----- | ------ |
| Oclusives  | sordas     | p      | t̪      | t        |           |            | k     |        |
| Oclusives  | sonores    | (b)    |        | d        |           |            |       |        |
| nasale     | nasale     | m      |        | n        | ɲ         |            |       |        |
| Fricatives | sordes     |        |        |          |           |            |       | h      |
| Fricatives | sonores    |        |        |          |           | ʐ          |       |        |
| Africades  | sordas     |        |        | ʦ        |           |            |       |        |
| Africades  | sonores    |        |        | (ʣ)      |           |            |       |        |
| vibrants   | vibrants   |        |        | ɾ        |           |            |       |        |
| aproximant | aproximant | w      |        |          |           | j          |       |        |

Quan antecedeixen a la fricativa glotal /h/, les consonants sonores s'uneixen en un sol fono amb la fricativa glotal a la qual assimilen i es realitzen com a sonores:
/ɾ/ com r̥ antecedida de les vocals /a/, /o/; i com ʂ (ʃɾ) antecedit de /i/, /i;
/ʐ/ com ʂ;
/m/ com m̥, que varia ocasionalment amb ɸ;
/n/ com n̥, que varia lliurement amb h;
/ɲ/ com  ɲ̥, que varia lliurement amb ç;
/w/ com ʍ (ʰw), que varia amb ɸ segons el dialecte;
/j/ com ʃ i en alguns dialectes com ç.
Les oclusives que antecedeixen a la fricativa glotal /h/ es realitzen conjuntament amb aquesta assimilant-la, com a oclusives aspirades pʰ, t̪ʰ, tʰ, kʰ.
L'africada alveolar sorda /ʦ/ quan antecedeix la /h/ es realitza conjuntament amb aquesta assimilant-la com l'aspirada ʦʰ; en qualsevol altre context en alguns dialectes pot variar lliurement o ser sustituidapor ʧ; però, sempre i en tots els dialectes es realitza com africada postalveolar sorda ʧ abans de la vocal /i/.
L'africada alveolar sonora /ʣ/ no es presenta en alguns dialectes, en els quals és substituït per la /j/. En altres dialectes ocorre com a palatal ʝ. Abans de la vocal /i es realitza com la postalveolar ʤ, que en els dialectes on va desaparèixer el fonema africat sonor és substituïda per /d/.
L'oclusiu bilabial sonora /b/, és un fonema que ocorre en molt poques paraules, encara que aquesta present en els diversos dialectes.